# 40 minuti d'amore
40 minuti d'amore è un album della cantante italiana Louiselle, pubblicato dalla casa discografica Erre e distribuito da Messaggerie Musicali nel 1973.
Tra gli autori compaiono Catricalà, ovvero la stessa interprete, e Carlo Rossi.

## Tracce

### Lato A
1. Grattacieli di farfalle
2. Stringimi
3. La spiaggia dell'amore
4. Due ore d'amore
5. 7 volte
6. Dovrò lasciarti

### Lato B
1. Prato bianco
2. Alberi di cera
3. I maestri dell'amore
4. Ancora no
5. Sulla riviera
6. Delirio